# Renato Archer
Renato Bayma Archer da Silva, mais conhecido como Renato Archer (São Luís, 10 de julho de 1922 — São Paulo, 20 de junho de 1996), foi um militar, cientista, diplomata e político brasileiro. Ocupou o terceiro mais alto cargo na hierarquia (subsecretário) do Ministério das Relações Exteriores do Brasil, foi Ministro da Previdência Social e foi o primeiro Ministro da Ciência e Tecnologia da história do Brasil.

## Biografia

Posse, em 1961.

Filho de Sebastião Archer da Silva e de Maria José Bayma Archer da Silva, ingressou na Marinha em 1941 e lá permaneceu por vinte anos até ser transferido para a reserva no posto de capitão-de-fragata. Paralelamente à carreira militar, enveredou também pela política, estreando na vida pública como oficial de gabinete de seu pai, em 1947, quando este governava o estado do Maranhão, permanecendo Renato Archer nessa condição até o ano seguinte.
Eleito vice-governador do estado do Maranhão pelo PSD em 1950, como companheiro de chapa de Eugênio de Barros, e deputado federal em 1954, 1958 e 1962, foi Ministro interino das Relações Exteriores durante o gabinete parlamentarista de Tancredo Neves.
Após Golpe Militar de 1964 tomar o poder e depor o presidente eleito João Goulart, Archer disputou o governo do Maranhão pelo PTB em 1965, e ficou em terceiro lugar num pleito vencido por José Sarney, da UDN. Extintos os partidos políticos ingressou no MDB e presidiu o diretório regional num trabalho que o reelegeu deputado federal em 1966, dividindo sua ação parlamentar com o cargo de secretário-geral da Frente Ampla, coalizão política que visava congregar todas as figuras de oposição ao governo militar.
Tal fato resultou na cassação de seus direitos políticos em 30 de dezembro de 1968, com base nos dispositivos do AI-5.
Finda a punição, Renato Archer fundou o PMDB e foi candidato a governador de seu estado pela segunda vez, em 1982, colhendo nova derrota ante a esmagadora votação conferida ao candidato do PDS, Luís Rocha. Partidário da candidatura presidencial de Tancredo Neves durante a sucessão de João Figueiredo, Archer se aproximou de José Sarney, seu rival histórico, então candidato a vice-presidente. Indicado ministro da Ciência e Tecnologia pelo político mineiro, foi mantido no cargo após a efetivação de Sarney, permanecendo no cargo de 15 de março de 1985 a 22 de outubro de 1987, quando foi substituído pelo catarinense Luiz Henrique da Silveira. No governo Itamar Franco coube a Renato Archer a presidência da Embratel.
Em Campinas está sediado o Centro de Tecnologia da Informação Renato Archer (CTI), que foi batizado em sua homenagem.

## Fonte de pesquisa
- ALMANAQUE ABRIL 1986. 12ª edição. São Paulo, Abril, 1986.